# 中世都市
中世都市（ちゅうせいとし）とは、都市の形態を意味する言葉である。これは西欧の中世において成立し繁栄した都市であり、城砦、教会、市が起源となっているようなもののことをいう。中世都市には、城壁、教会、市場、広場といった共通の外観が見られる。特に11世紀から13世紀のヨーロッパ北西部や北イタリアで発達。ロドスの中世都市やトルンのように世界遺産となっている中世都市が存在する。